# Læge
 Denne artikel omhandler overvejende eller alene danske forhold. Hjælp gerne med at gøre artiklen mere almen.
En læge er en person, der har bestået afsluttende eksamen i medicin (cand.med.) ved et godkendt lægevidenskabeligt fakultet på et universitet, og som har aflagt lægeløftet. Langt de fleste danske læger er organiseret i Lægeforeningen, som er en faglig interesseorganisation for læger i Danmark.
Læger praktiserer lægevidenskab, som omhandler opretholdelsen og genopretning af det menneskelige helbred gennem forebyggelse, diagnostik og behandling af sygdom, skade og andre fysiske og psykiske lidelser.
Læger er underlagt Sundhedsvæsenets Patientklagenævn.
I det danske sundhedssystem skal alle borgere i princippet være tilknyttet en alment praktiserende læge. Hvis borgeren ikke selv vælger en læge, vil borgerens bopælskommune tildele borgeren en praktiserede læge.
En borger, der ikke kan få tildelt en praktiserende læge, typisk fordi der ingen ledige læger er i kommunen, kaldes for spøgelsespatient.

## Uddannelsesforløb for læger i Danmark
For at blive læge og senere speciallæge i Danmark gennemgår man følgende uddannelsesforløb:

### Adgangskrav til medicinstudiet
- Studentereksamen eller tilsvarende adgangsgivende eksamen med følgende fag:
  - Dansk A
  - Engelsk B
  - Matematik A
  - Fysik B og Kemi B (kan alternativt erstattes med fx Bioteknologi A + Fysik B, Geovidenskab A + Kemi B, eller Biologi A + Fysik C + Bioteknologi A)
- Eventuel gymnasial supplering (GS) hvis enkelte fag mangler

### Universitetsuddannelse i medicin
- Medicinstudiet gennemføres ved et af de fire danske universiteter:
  - Københavns Universitet
  - Aarhus Universitet
  - Syddansk Universitet
  - Aalborg Universitet

Studiet består af:
- Bacheloruddannelse (3 år): Fokus på den raske krop og grundlæggende teori
- Kandidatuddannelse (3 år): Fokus på klinisk medicin og hospitalspraktik

- Efter bestået kandidatgrad og aflæggelse af lægeløftet opnås autorisation som læge

### Klinisk basisuddannelse (KBU)
- Obligatorisk 12-måneders praktikforløb:
  - 6 måneder på en sygehusafdeling
  - 6 måneder i almen praksis eller en anden afdeling
- Gennemført KBU giver ret til selvstændigt virke som læge

### Speciallægeuddannelsen
Efter KBU kan læger søge optagelse i speciallægeuddannelsen, som består af to faser:
- Introduktionsstilling (ca. 12 måneder): Bruges til afklaring og vurdering af egnethed til valgt speciale[2]

- Hoveduddannelsesstilling (typisk 4–5 år): Specialiseret uddannelse i det valgte lægelige speciale[3]

- Efter fuldført hoveduddannelse opnår man speciallægeautorisation

## Autorisation
I Danmark kræves der autorisation for at kunne arbejde og benævne sig som læge.
En cand.med. opnår lægeautorisation efter aflæggelse af lægeløftet, som typisk sker ved en officiel ceremoni på universiteterne i januar eller juni, når den sidste eksamen er bestået og godkendt.
Efter autorisationen gennemfører de fleste nyuddannede den kliniske basisuddannelse (KBU), der varer 12 måneder – normalt fordelt på 6 måneder i en sygehusafdeling og 6 måneder i almen praksis. Når KBU er gennemført tilfredsstillende, opnår lægen ret til selvstændigt virke, hvilket er en forudsætning for videre ansættelse i speciallægeuddannelsen.
Retten til at udøve selvstændig lægefaglig virksomhed bortfalder automatisk ved det fyldte 75. år, men kan forlænges ved individuel vurdering hos Styrelsen for Patientsikkerhed. Retten til at anvende titlen "læge" bortfalder ikke.
Styrelsen for Patientsikkerhed kan inddrage en sundhedspersons autorisation midlertidigt ved alvorlig faglig kritik. Ved længerevarende fratagelse kræves en domstolsafgørelse.

### Tidligere ordninger
Tidligere var autorisationer inddelt i bogstavsbetegnelser:
- A-autorisation: Grundlæggende lægeautorisation (før turnus)
- B-autorisation: Læge med ret til selvstændigt virke
- C-autorisation: Speciallægeautorisation

## Udenlandske læger
Danmark modtager hvert år et stigende antal ansøgninger om autorisation fra udenlandske læger.

### Norden
Tidligere blev nordiske lægers autorisationer anerkendt automatisk efter en nordisk aftale, men siden 1. februar 2020 behandles disse efter fælles EU-regler.

### EU/EØS
EU-regler påbyder gensidig anerkendelse af lægeuddannelser. Derfor kan en læge fra et EU/EØS-land som f.eks. Tyskland eller Polen normalt opnå dansk autorisation med ret til selvstændigt virke, uden at skulle gennemføre KBU. Det gælder også læger fra Norge, Sverige, Finland og Island.
Forløbet med klinisk basisuddannelse (KBU) er en særlig nordisk model, som ikke anvendes i de fleste andre europæiske lande, hvor kandidaten ofte direkte har ret til selvstændig virksomhed efter endt universitetsuddannelse.

### Øvrige lande (uden for EØS)
Læger uddannet uden for EØS skal gennemgå et godkendelsesforløb bestående af:
- Danskprøve (fx Prøve i Dansk 3 med minimum karakter 10 i mundtlig del)
- Fagprøver i medicinsk teori og klinisk praksis
- Kursus i dansk sundhedslovgivning
- Evalueringsansættelse på 6–12 måneder i hospitalsvæsenet

Hvis lægen har gennemført en speciallægeuddannelse i udlandet, kan evalueringsansættelsen forkortes til 6 måneder, forudsat at uddannelsen lever op til EU-direktivets krav.
Personer med EØS-statsborgerskab, men uddannet uden for EØS, kan i visse tilfælde søge autorisation efter EU-regler, hvis de har fået deres uddannelse anerkendt i et andet EØS-land og har arbejdet dér som læge i mindst tre år.
Fra 2016 til 2020 steg antallet af autorisationsansøgninger fra ikke-EØS-uddannede læger fra omkring 100 til næsten 600 om året. Samtidig er sagsbehandlingstiden øget. I 2018 tog det cirka 10 måneder, mens det i 2020 var op til 22 måneder fra modtagelse til sagsbehandling påbegyndtes.

## Forskellige lægelige stillingsbetegnelser

### I sygehusvæsenet
Cheflæge
Den øverste lægefaglige leder ved et hospital eller en anden institution
Ledende overlæge
Speciallæge, som både har fagligt og administrativt ansvar for en afdeling
Overlæge
Speciallæge med fagligt ansvar, men uden ledelsesfunktion
Afdelingslæge
Erfaren speciallæge, som typisk arbejder uden ledelsesopgaver
1. reservelæge
Læge under videreuddannelse, oftest i hoveduddannelsesforløb
Reservelæge
Læge i midlertidig eller introduktionsstilling
Basislæge
Læge i klinisk basisuddannelse (KBU), den første del af den postgraduelle lægeuddannelse

### I almen praksis
Praktiserende speciallæge
Selvstændig speciallæge i almen medicin
Praksisreservelæge
Læge i uddannelsesstilling i almen praksis

## Anerkendte medicinske specialer i Danmark
Følgende 39 lægelige specialer er officielt anerkendt af Sundhedsstyrelsen i Danmark:

### Akut-, almen- og samfundsmedicinske specialer
- Akutmedicin
- Almen medicin
- Arbejdsmedicin
- Samfundsmedicin
- Retsmedicin

### Kirurgiske specialer
- Kirurgi
- Karkirurgi
- Plastikkirurgi
- Thoraxkirurgi
- Urologi
- Ortopædisk kirurgi
- Neurokirurgi
- Gynækologi og obstetrik
- Oto-rhino-laryngologi
- Oftalmologi

### Intern medicin (med organspecialisering)
- Intern medicin: endokrinologi
- Intern medicin: gastroenterologi og hepatologi
- Intern medicin: geriatri
- Intern medicin: hæmatologi
- Intern medicin: infektionsmedicin
- Intern medicin: kardiologi
- Intern medicin: lungesygdomme
- Intern medicin: nefrologi
- Intern medicin: reumatologi

### Diagnostiske og laboratoriebaserede specialer
- Diagnostisk radiologi
- Klinisk biokemi
- Klinisk farmakologi
- Klinisk fysiologi og nuklearmedicin
- Klinisk genetik
- Klinisk immunologi
- Klinisk mikrobiologi
- Patologisk anatomi og cytologi

### Psykiatriske specialer
- Psykiatri
- Børne- og ungdomspsykiatri

### Onkologi og pædiatri
- Klinisk onkologi
- Pædiatri

## Kvaksalveri
Betegnelsen læge er en beskyttet titel ifølge Autorisationslovens §§ 27-46 (indtil 2007 Lægeloven). Beskyttelsen omfatter også betegnelser som fodlæge og naturlæge, som man heller ikke må benytte uden at have autorisation som læge. Derimod kan enhver kalde sig f.eks. naturhelbreder eller kræftforsker uden at komme i konflikt med Autorisationsloven (dette kan dog til gengæld være en overtrædelse af Markedsføringsloven). Alternative behandlere kan erhverve ret til den beskyttede titel registreret alternativ behandler. Titlen er ikke en godkendelse eller blåstempling af bestemte behandlingsformer.
Det er strafbart at optræde som læge uden at have autorisation, eller at tage syge i behandling, hvis patientens helbred derved udsættes for fare.
Selv i tilfælde hvor loven teknisk set overholdes, kan der være etiske og moralske problemstillinger at tage højde for.